# 横尾涉
横尾 涉（日语：／ Yokoo Wataru，1986年5月16日— ）是日本的偶像、歌手、演員、Kis-My-Ft2的成員，現在也同時作為Kis-My-Ft2的特別組合舞祭組活動。綽號是ワッター、横尾さん、師匠等。
神奈川縣出身。傑尼斯事務所所屬。

## 人物
- 兄弟三人中最小的，名字是可以很好的與人交流的意思。
- 尊敬的前輩：森田剛（V6）、二宮和也（嵐）。特長：在《少年俱樂部》中，10秒鐘眨眼49次
- 2023年1月26日，宣布與圈外女性結婚[2]。

## 略歴
- 2001年2月4日，通過傑尼斯事務所的甄選，進入傑尼斯事務所。同年十月，在節目ジャパン☆ウォーカー中，成為堂本光一策劃的J-support（之後的KKKity）組合成員
- 2004年4月，在『The少年俱樂部』中成為新結成的Kis-My-Ft.（之後的Kis-My-Ft.2）的成員，開始作為Kis-My-Ft.的一員活動。

## 曾經參加的團體
- J-Support
- K.K.Kity
- Kis-My-Ft2
- 舞祭組

## 演出

### 電視劇
- 飛特族、買個家 第4話 - 第9話（2010年、富士電視台） - 飾 西本和彦
- 審判長！肚子餓了！21話（2014年 3月16日、日本電視台）- 飾 清水洋一郎
- 平成舞祭組男（2014年10月19日 - 2015年1月4日、日本電視台） - 飾 横尾渉
- 新浪花金融道（2015年1月24日、富士電視台）
- ○○人的末路 （2018年4月23日、日本台(NTV) ) -飾 戶冢賢太

- ConneXion （2021年6月25日-7月2日、dTV）- 飾 真治

### 電視節目
- ザ少年倶楽部

### 廣告
- NTT DOCOMO new9系列 - 錢包手機篇（2006年） - 飾 赤西仁的朋友

### 綜藝節目
- 寵物的王國 Wonderland（2015年10月 - 、朝日放送） - 常規嘉賓

### 舞台劇
- PLAYZONE 2005 〜20th Anniversary〜 Twenty Years（2005年7月6日 - 8月4日、東京・青山劇場、2005年8月13日 - 8月17日、大阪・フェスティバルホール）
- Dream Boys（2006年1月、帝国劇場）
- 滝沢演舞城（2006年3月 - 4月、新橋演舞場）
- One! -the history of Tackey-（2006年9月、日生劇場）
- DREAM BOYS（2007年9月、帝国劇場）
- World's Wing 翼 Premium 2007（2007年10月、日生劇場）
- 滝沢演舞城 2007（2007年7月、新橋演舞場）
- DREAM BOYS（2008年3月、帝国劇場）
- DREAM BOYS（2008年4月、梅田藝術劇場）
- 新春滝沢革命（2009年1月1日 - 27日、帝国劇場）
- 新春滝沢革命（2010年1月1日 - 2月5日、帝国劇場）
- 新春人生革命（2010年1月8日 - 2月6日、帝国劇場）
- 滝沢歌舞伎（2011年4月8日 - 5月8日、日生劇場）
- 銀河英雄傳說 撃墜王（2012年8月3日 - 12日、天王洲銀河劇場） - 飾 齊格飛·吉爾菲艾斯[3][4][5][6]
- 銀河英雄傳說 第三章 內亂（2013年3月31日 - 4月13日、青山劇場） - 飾 齊格飛·吉爾菲艾斯
- 銀河英雄傳說 第四章 後篇 激突(2014年2月12日‐3月2日、青山劇場）

- 〇〇な人の末路〜僕たちの選んだ✕✕な選択〜」（2020年2月9日-3月15日、東京環球劇場）

### SOLO曲
- （涉便當）

作詞、作曲：浅利進吾
收錄於Kis-My-Ft2第五張大碟「I SCREAM」完全生産限定 4cups盤
- - 此曲為Kis-My-Ft2第十七張細碟「Sha la la☆Summer Time」初回生産限定盤A裡收錄的「スナック SHOW和」中的插入歌。

#### CD未收錄曲
- - 收錄Kis-My-Ft2第六種大碟「MUSIC COLOSSEUM」初回生産限定盤B中的SPECIAL MOVIE「ボクらのミュージックコロシアム（我們的MUSIC COLOSSEUM）」的插入曲。與為同一首歌但歌詞並不相同。

## 備註
1. 1 2 3  .   [2011-11-16]. （原始内容存档于2012-12-19）.
2. ↑  . ORICON NEWS. 2023-01-26  [2023-01-26]. （原始内容存档于2023-01-30） （日语）.
3. ↑  . 舞台「銀河英雄伝説」実行委員会.   [2012-06-21]. （原始内容存档于2012年6月20日）.
4. ↑  . 舞台「銀河英雄伝説」実行委員会.   [2012-06-21]. （原始内容存档于2012年6月20日）.
5. ↑  . Web De-View (オリコン). 2012-04-04  [2012-06-23]. （原始内容存档于2012-04-17）.
6. ↑  . シアターガイド (モーニングデスク). 2012-04-16  [2012-06-23]. （原始内容存档于2018-07-12）.

## 相關項目
- Kis-My-Ft2
- 傑尼斯事務所

## 外部連結
- Kis-My-Ft2 - Johnny's net
- Kis-My-Ft2 Official Website[]
- Kis-My-Ft2：avex network